# 加留部淳
加留部 淳（かるべ じゅん、1953年7月1日 - ）は日本の実業家。豊田通商代表取締役社長や、同社代表取締役会長、日本貿易会副会長、中部経済同友会代表幹事、名古屋商工会議所副会頭等を歴任した。レジオン・ドヌール勲章シュヴァリエ受章。

## 人物・経歴
神奈川県出身。神奈川県立湘南高等学校を経て、1976年横浜国立大学工学部電気工学科卒業、豊田通商入社。1999年物流部長。2004年取締役。2006年執行役員。2008年常務執行役員。
2011年から豊田通商代表取締役社長を務め、北中米、欧州、豪州、東アジアに加え、CFAOに資本参画するなど新たにアフリカへの注力を進めた。2017年には駐日フランス大使館でレジオン・ドヌール勲章シュヴァリエを受章した。創立70周年の2018年に代表取締役会長に就任した。
2019年中部経済同友会代表幹事、名港海運取締役、ネクスティエレクトロニクス取締役、三洋化成工業監査役。2020年豊田通商取締役会長、KDDI監査役。2021年中部経済同友会筆頭代表幹事。2022年名古屋商工会議所副会頭。
また、日本貿易会副会長、トヨタ不動産取締役、トヨタ・モビリティ基金理事、愛知・名古屋アジア競技大会組織委員会副会長、東海日中貿易センター副会長、豊田中央研究所監査役、日本経団連サブサハラ地域委員長、豊田理化学研究所評議員なども歴任した。